# Аукшташлюніс
Аукшташлюніс (Aukštašlynis) — село у Литві, Расейняйський район, знаходиться за 10 км від міста Каунаський повіт. 2001 року в селі проживало 17 осіб.